# Seznam prekmurskih rokopisov
Seznam prekmurskih rokopisov

## A
- Aleksander Terplan: Agenda. Scripta per Alexandrum Terplán A° 1838. Mense Decembr. Capellanum Eccl. Ev. Puczincz. (molitve so pisane v prekmurskem jeziku, 1838)
- Mihael Bakoš: Agenda vandalica (1785)

## B
- Janoš Banfi: Banfijeva pesmarica (o. 1890)
- Štefan Bedič–Števan Žlebič: Bedičeva pesmarica (1878)

## C
- Cantiones Mortuales (iz prve polovice 19. stoletja)

## Č
- Čepinska pesmarica (ob koncu 19. stoletja)

## D
- Dolenska vprašalna pola (1767)
- Bartol Kocuvan: Domovina ország (deržáva) pravice i dúžnosti purgarov 1879/80

## E
- Mihael Županek: Énekeskönyv (o. 1865, pesmi so v prekmurščini)

## F
- Ivan Flisar: Flisarjev molitvenik (1792)

## G
- Mihael Gaber: Gaberjeva mrliška pesmarica, Serdica (1826)
- Štefan Gecler: Geclerjeva pesmarica, Krašči (1844)
- Jožef Gostonj: Gostonjeva mrliška pesmarica, Verica (19. st.)
- Jožef Gjergjek: Gjergjekova pesmarica (1803)
- Štefan Kozar–Mihael Parnstein: Gornjeseniško-martinjska pesmarica (1888)

## H
- Andraš Horvat: Horvatova pesmarica na Gornjem Seniku (1780)

## K
- Mihael Kerec: Kerecova pesmarica (1844)
- Jožef Kozo: Kozojeva pesmarica (1868)
- Matjaž Krajcar: Krajcarjeva mrliška pesmarica, Verica (1895)
- Jožef Smodiš: Prva krašička pesmarica (17. stoletje)
- Štefan Kozel: Druga krašička pesmarica (18. stoletje)
- Tretja krašička pesmarica (1807)
- Krnsko-bokraška pesmarica (prva polovica 19. stoletja)
- Štefan Bejek–Mihál Oska: Kruplivniško-prosečkovesnička pesmarica (?)
- Štefan Küzmič: Küzmičeva cerkvena pesmarica (pred 1779, avtor ni je končal)

## L
- Mihael Županek: Litanije Szrcza Jezus (?)

## M
- Miško Madjarič: Madjaričeva pesmarica
- Markišavska pesmarica (1631)
- Martjanska pogodba (1649)
- Štefan Sijarto: Krſzcsanſzke Molitvene Knige ali Pobo'sne Molitvi pri obcsinszkoj Bo'zoj ſzlü'sbi Szpravlene za volo ſzvojga i vnogi verni düſ haſzka po Szijarto Stevani, Domankiſeſzke Evangyelicsanſzke Gmaine Solſzkom Vucſiteli (1825)
- Mihael Bakoš: Moudus od Krſztnoga ſzveſztva vö szlü'zenyá (iz 1780. letih)
- Aleksander Terplan: Molitvi na rázlocsne potrebcsine Csészti Dühovnikov vküp szpiszane vu Leti 1838 od 7ga Oktobra – p. Terplán Sándori Püczonszke Fare Kápláni. (1838)
- Aleksander Terplan: Molitvi pri Szprevájanyi i pokápanyi Mrtveczov. 1838. Szpiszane po Terplán Sándori. (1838)
- Franc Židov-Juri Marič: Mrtvecsne knige, Čepinci-Markovci (1845)
- Janoš Kardoš: Mrtvecsne nôve molitvi (1850), rokopis je privezan s primerkom Kardoševega dela Krsztsanszke mrtvecsne peszmi (1848), ki ga lahko najdemo v Pokrajinski in študijski knjižnici, v Murski Soboti
- Mihael Županek: Mrtvecsne peszmi (o. 1875)

## N
- Alojz Dravec: Narodna vera i navade v vesi (?)
- Števan Kühar: Národno blágo vogrskij Sloväncof (1914)
- Mihael Županek: Nedelne peszmi
- Mihael Nemeš: Nemeševa pesmarica (druga polovica 19. stoletja)

## P
- Pertoška mrtvečna pesmarica (18. stoletje)
- Stara pertoška pesmarica (1800? avtor je lahko Juri Kous, ali Štefan Pauli)
- Pertoška pesmarica (1922)
- Peszen od sztáre babé (s konca 18. stoletja)
- Mihael Županek: Peszmaricza (1865)
- Štefan Pinter: Pinterjeva pesmarica na Gornjem Seniku (1864)
- Mihael Županek: Poszlüsajte krscseniczi (?)
- Prekmurska cerkvena pesmarica s konca 18. ali začetka 19. stoletja (pesmi deloma sta pisala Štefan Perša iz Žižkov in Janoš Kocet iz Trnja)
- Prekmurska mrliška pesmarica (prva polovica 19. stoletja)
- Prekmurska pesmarica iz 18. stoletja, avtor je verjetno Ferenc Rapoša, Korovci
- Prekmurske rokopisne pesmi iz 17.-18. stoletja
- Prisega črenšovskih čevljarjev (Črenšovci, 18. stoletje)
- Vilmoš Županek: Proskarszke peszmi (1922)

## R
- Terezija Zakouč: Ritkarovska pesmarica
- Aleksander Rogač: Prva Rogačeva pesmarica (?)
- Aleksander Rogač: Druga Rogačeva pesmarica (o. 1852)
- Kantor-učitelj Ružič: Ružičova pesmarica na Gornjem Seniku (1789)

## S
- Sakalovsko-slovenskovesnička pesmarica (o. 1800)
- Andraš Rogan: Scriptum per me Andream Rogan Anno 1676 die 9 8bris, Deklesini (1676, Dekležin), ta rokopis večinoma je napisan v kajkavščini in samo nekaj prekmurskih besed ima
- Seniška pesmarica (1718)
- Štefan Bokan–Mihael Gaber: Serdiško-gerečavska mrliška pesmarica (1824-1825)
- Alojz Gašpar: Sibilinszka Kniga ali Proroküvanye od Kralicze Mihalde od Sabe, XIII. Sibila. Szpiszana szo z nemskoga na szlovenszki jezik obrnjena od Gáspár Alajosa na Gorényem sziniku. Doli szpiszano 1884. leta. Szabolin Lujzi (1884)
- Števan Kühar: Slòvnica vogrsko-slovènskoga narȇčja (1913)
- Soboška pesmarica (17.-18. stoletje)
- Stara martjanska pesmarica (napisali so jo med 16.-18. stoletjom, avtorji so bili Adam Bokany, Mihael Domjan, Ivan Jagodič, Mikloš Legen, Gabriel Nenčič, Janoš Šinkoh, Janoš Terboč in Mihál Terplan)
- Janoš Županek: Szenje blázsene device Marie (Novine jih so publicirale 1916)
- Blaž Berke: Szlovenszke Dühovne peszmi piszane po Berke Balázsi vu Nemes Csobi. (1768-1769)
- Aleksander Terplan: Szpôved Betecznikov. Szpiszana po Terplán Sándori Püczonszkom Farari v 1849tom leti. Riszálszcseka 14° dneva. (1849)
- Jožef Košič: Sztarine 'Seleznih ino Szalaszkih Szlovencov

## Š
- Škaličeva pesmarica (1809)
- Janoš Šadl: Šadlova pesmarica (1797)
- Karel Šiftar: Šiftarjev molitvenik (neznano leto pisanja, Šiftar med 1895 in 1959 je služil kot duhovnik v Bodoncih)
- Juri Šlebič: Šlebičova pesmarica (1841)

## T
- Štefan Lülik: Té velke ABC ali Solszka-Vcsenyá v-zgovárjanyi vu Plemenitom Vas Vármegyővi ſztojécsim ſzlovenom na vörazsirjávanye vogrszkoga jezika zgotovlene po Lülik Stevani (1833).
- Aleksander Terplan: Temetésekkora való Imádságok irta Terplán Sándor 1849. (dvojezični rokopis v madžarskem in prekmurskem jeziku, 1849)

## V
- Prva večeslavska pesmarica (19. stoletje)
- Druga večeslavska pesmarica (druga polovica 19. stoletja)
- Tretja večeslavska pesmarica (1858)
- Prva velikodolenska pesmarica (prva polovica 19. stoletja)
- Druga velikodolenska pesmarica (ob koncu 19. stoletja)
- Avgust Pavel: Vend nyelvtan (neizdana slovnica o prekmurščini, 1942)
- Janoš Dončec–Janoš Hodač–Marija Hodač: Veričanska pesmarica (1865)
- Veričanske mrliške pesmi iz 19. st.
- David Novak: Versus Vandalici (1774)
- Matjaž Grah–Mihál Kerec: Prva vidonska pesmarica (1856)
- Matjaž Grah: Druga vidonska pesmarica (1859/1860)
- Anton Kerec: Tretja vidonska pesmarica (druga polovica 19. stoletja)
- Franc Grah–Janoš Kerec: Četrta vidonska pesmarica (1863)
- Franc Kerec: Vidonska romarska pesmarica (o. 1850)
- Vöröševe pesmarice

## Ž
- Mihael Županek: Županekova vojaška pesmarica (?)